# Єгіазарян Рудік Андранікович
Рудік Андранікович Єгіазарян (вірм. Ռուդիկ Եղիազարյան; 14 червня 1944, Ленінакан, Вірменська РСР — 2 липня 2025) — вірменський радянський футболіст, півзахисник.

## Життєпис
Розпочинав грати в командах майстрів 1962 року за «Ширак» (Ленінакан). У 1964 році перейшов в єреванський «Арарат», з яким наступного року вийшов в клас «А». У 1966—1970 роках був капітаном команди. Влітку 1971 року перейшов у донецький «Шахтар», за який зіграв 11 матчів та відзначився 1 голом. У 1972 році провів 8 матчів у першій лізі за «Памір» (Душанбе) і завершив кар'єру в 28 років через три операції, які довелося перенести на ногах.
Закінчив Єреванський політехнічний інститут та юридичний факультет ЄДУ.
Працював директором футбольної школи, начальником відділу ландшафтного дизайну Єревана, директором заводу будівельних матеріалів Міністерства сільського господарства. У 1989 році заснував лісгосп в Сибіру, відправляв кошти в Гюмрі після землетрусу.
З 1995 року не працював.
Помер 2 липня 2025 року у віці 81 року.